# Justicia lucindae
Justicia lucindae är en akantusväxtart som beskrevs av T.F.Daniel och V.W.Steinm.. Justicia lucindae ingår i släktet Justicia och familjen akantusväxter. Inga underarter finns listade i Catalogue of Life.